# کریستین اصلانی
کریستین اصلانی (زادهٔ ۹ مارس ۲۰۰۲) بازیکن فوتبال اهل آلبانی است که برای باشگاه فوتبال اینتر میلان در پست هافبک بازی می‌کند.

## افتخارات

### باشگاهی
اینتر میلان
- سری آ (۱): ۲۴–۲۰۲۳
- کوپا ایتالیا (۱): ۲۳–۲۰۲۲
- سوپر جام فوتبال ایتالیا (۲): ۲۰۲۲، ۲۰۲۳
- لیگ قهرمانان اروپا: ۲۳–۲۰۲۲، ۲۵–۲۰۲۴ (نایب‌قهرمان)

## آمار ملی

### بازی‌های ملی
تا تاریخ ۲ جولای ۲۰۲۵
| آلبانی | آلبانی | آلبانی | آلبانی |
| سال    | بازی   | گل     |        |
| ------ | ------ | ------ | ------ |
| ۲۰۲۲   | ۷      | ۱      |        |
| ۲۰۲۳   | ۹      | ۱      |        |
| ۲۰۲۴   | ۱۳     | ۱      |        |
| ۲۰۲۵   | ۴      | ۰      |        |
| مجموع  | ۳۳     | ۳      |        |

### گل‌های ملی
| شماره | تاریخ          | میزبان  | بازی ملی | حریف       | نتیجه | رقابت                         |
| ----- | -------------- | ------- | -------- | ---------- | ----- | ----------------------------- |
| ۱     | ۱۹ نوامبر ۲۰۲۲ | تیرانا  | ۷        | ارمنستان   | ۲–۰   | دوستانه                       |
| ۲     | ۲۰ ژوئن ۲۰۲۳   | توشهاون | ۱۰       | جزایر فارو | ۳–۱   | مقدماتی جام ملت‌های اروپا ۲۰۲۴ |
| ۳     | ۱۴ اکتبر ۲۰۲۴  | تفلیس   | ۲۷       | گرجستان    | ۱–۰   | لیگ ملت‌های اروپا ۲۵–۲۰۲۴      |